# 十代の潜水生活/経験の唄
「十代の潜水生活/経験の唄」（じゅうだいのせんすいせいかつ/けいけんのうた）は、佐野元春38作目のシングル。1995年11月1日に、Epic/Sony Records / M's Factoryから発売された。

## 概要
前作「彼女の隣人/レインボー・イン・マイ・ソウル」から2年振りのシングルで、佐野のバックバンドである『THE HEARTLAND』解散後初となる楽曲。ピクチャーレーベル仕様。
「経験の唄」は、野茂英雄が出演した住友生命『愛&愛』のCMソングに使われた。

## 収録曲
- 全作詞・作曲・編曲：佐野元春

1. 十代の潜水生活
2. 経験の唄
  - 住友生命『愛&愛』CMソング